# Lycosidae
Lycosidae este o familie de păianjeni, numită și păianjeni-lupi. Denumirea speciei provine de la cuvântul grecesc λύκος (lykos) - lup. Ei sunt vânători ageri și iuți, având o vedere dezvoltată. În prezent familia cuprinde 2 300 de specii, clasificate în aprox. 100 genuri.

## Descriere

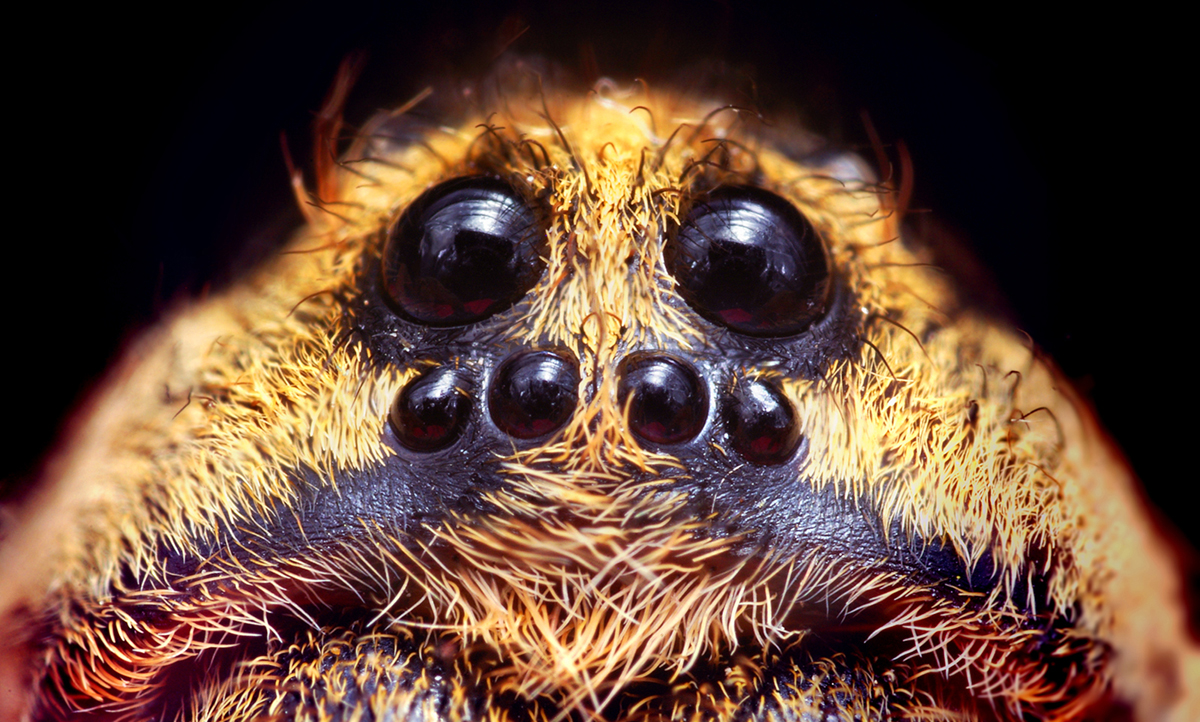
Ochii unui păianjen-lup, se văd doar 2 rânduri

În funcție de gen și specie, mărimea lor variază între 1 - 3 cm, uneori pot avea până la 4 cm. Opistosoma este alungită,  de două ori mai lungă decât prosoma. Picioarele au o gheară mică. Ei au opt ochi dispuși în 3 rânduri. Rândul inferior este format din patru ochi mici, cel din mijloc din 2 ochi foarte mari. Al treilea este situat superior și lateral, este format din 2 ochi mici. Vederea lor este foarte importantă, fiind necesară în timpul vânătorii. La fel și simțul tactil este dezvoltat. Păianjenii-lupi simt foarte bine oscilațiile solului produse de viitoarea victimă. Culoarea este de obicei cafenie, brună, gri sau neagră. Masculul se distinge de femelă prin dimensiunea mai mică a corpului, culoarea mai închisă și prin lungimea mai mare a pedipalpilor.

## Modul de viață

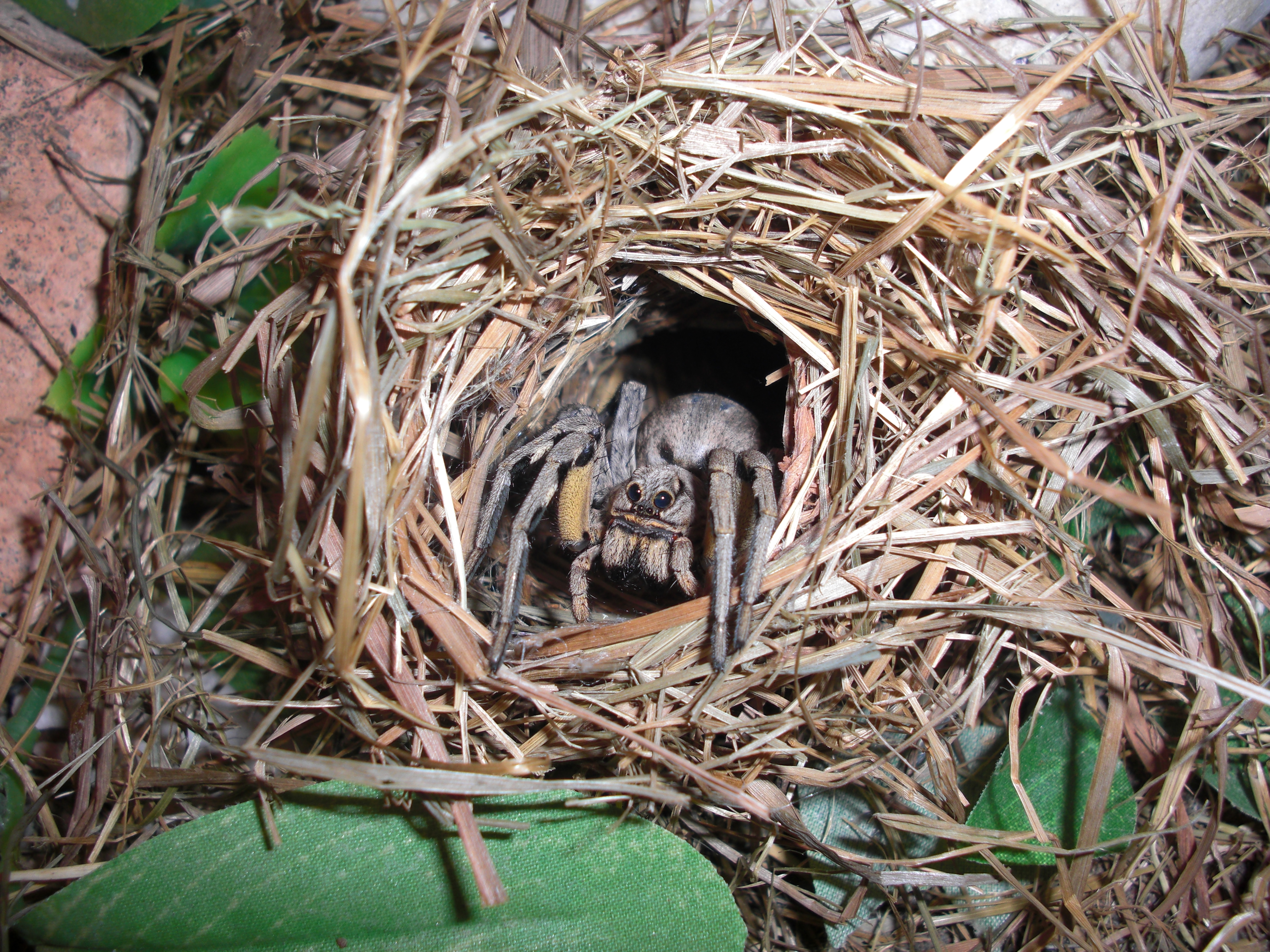
Păianjen-lup în vizuina sa

Păianjenii-lupi produc mătase, însă ea nu este utilizată în construcția pânzei. Mătasea este utilizată la tapetarea pereților vizuinii. De obicei. ei sunt păianjeni solitari și nocturni. Aceștia sunt vânători activi, care călătoresc în căutarea prăzii. Se hrănesc cu diverse insecte sau alte artropode. Pentru ei un rol important are camuflajul, colorația le permite să fie greu observați. Ajungând prada, păianjenii vagabonzi execută o săritură și o apucă cu primele membre. Alții preferă să așteapte prada în vizuină și când aceasta se apropie ei brusc se năpustesc asupra victimei. Păinajenii-lupi sunt reglatori importanți în efectivul de insecte. Trăiesc în jur de 1 - 2 ani, iernează numai femelele și juvenilii.
Păianjeni-lupi posedă venin toxic pentru insecte, însă inofensiv pentru oameni. Totuși, mușcăturile lor pot căuza dureri, inflamații și mâncărimi. Unele mușcături ale altor păianjeni au fost confundate cu cele ale păiajenilor-lupi.

## Reproducere

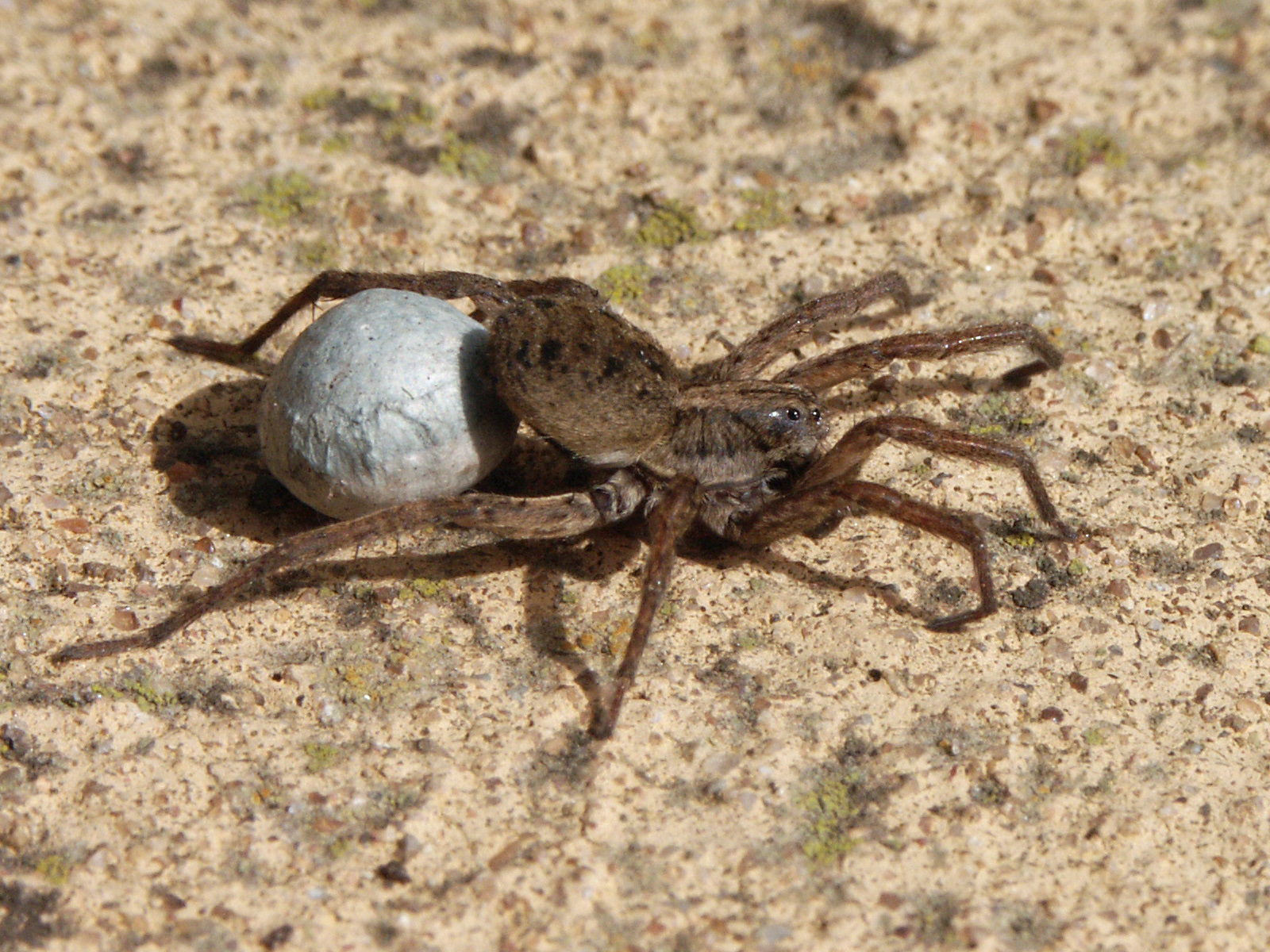
Femelă cu cocon

Acuplarea are loc vara, iar la speciile tropicale întregul an. Femela emană substanțe pentru a atrage masculul. Când se apropie, masculul emite semne cu membrele anterioare și se apropie încet de femelă. În cazul unei mișcări negândite, femela poate să atace masculul. Transferul spermatozoizilor are loc cu ajutorul pedipalpilor. După fecundare, femela își caută un loc pentru a țese un cocon în care sunt depuse ouăle. Păianjenii-lupi sunt unicii păianjeni care transportă coconul atârnat de opistosomă, mai exact de organele filiere. Coconul este purtat astfel 2 - 3 săptămâni. Păianjenii-lupi se deosebesc și prin felul lor de a se îngriji de urmași, după eclozare juvenilii se cațără pe corpul mamei.

## Răspândire

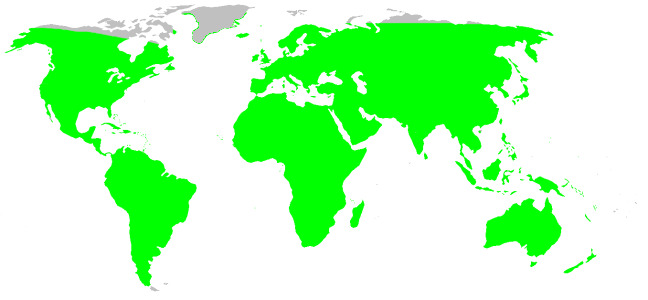
Distribuţia fam. Lycosidae

Păianjenii-lupi se găsesc pe toate continentele, cu execepția Antarcticii. Ei locuiesc în frunziș, pășuni, între stânci. Locurile preferate sunt pădurile și câmpurile umede. Cea mai răspândită specie pe teritoriul românesc este Lycosa singoriensis (tarantula românească).

## Genuri
Lista genurilor conform Catalogue of Life:
- Acantholycosa
- Adelocosa
- Agalenocosa
- Aglaoctenus
- Algidus
- Allocosa
- Allotrochosina
- Alopecosa
- Alopecosella
- Amblyothele
- Anomalomma
- Anomalosa
- Anoteropsis
- Arctosa
- Arctosippa
- Arctosomma
- Artoria
- Artoriellula
- Artoriopsis
- Aulonia
- Auloniella
- Brevilabus
- Bristowiella
- Camptocosa
- Caporiaccosa
- Crocodilosa
- Cynosa
- Dejerosa
- Diahogna
- Diapontia
- Dingosa
- Dolocosa
- Donacosa
- Dorjulopirata
- Edenticosa
- Evippa
- Evippomma
- Foveosa
- Geolycosa
- Gladicosa
- Gnatholycosa
- Hesperocosa
- Hippasa
- Hippasella
- Hogna
- Hognoides
- Hyaenosa
- Hygrolycosa
- Knoelle
- Loculla
- Lycosa
- Lycosella
- Lysania
- Mainosa
- Malimbosa
- Margonia
- Megarctosa
- Melloicosa
- Melocosa
- Minicosa
- Molitorosa
- Mongolicosa
- Mustelicosa
- Notocosa
- Oculicosa
- Ocyale
- Orinocosa
- Orthocosa
- Paratrochosina
- Pardosa
- Pardosella
- Passiena
- Pavocosa
- Phonophilus
- Pirata
- Piratosa
- Proevippa
- Prolycosides
- Pseudevippa
- Pterartoria
- Pterartoriola
- Pyrenecosa
- Rabidosa
- Satta
- Schizocosa
- Shapna
- Sibirocosa
- Sosippus
- Syroloma
- Tasmanicosa
- Tetralycosa
- Trabea
- Trabeops
- Trebacosa
- Tricassa
- Trochosa
- Trochosippa
- Trochosula
- Tuberculosa
- Wadicosa
- Varacosa
- Venator
- Venatrix
- Venonia
- Vesubia
- Xerolycosa
- Zantheres
- Zenonina
- Zoica